# Dietlowie w Sosnowcu

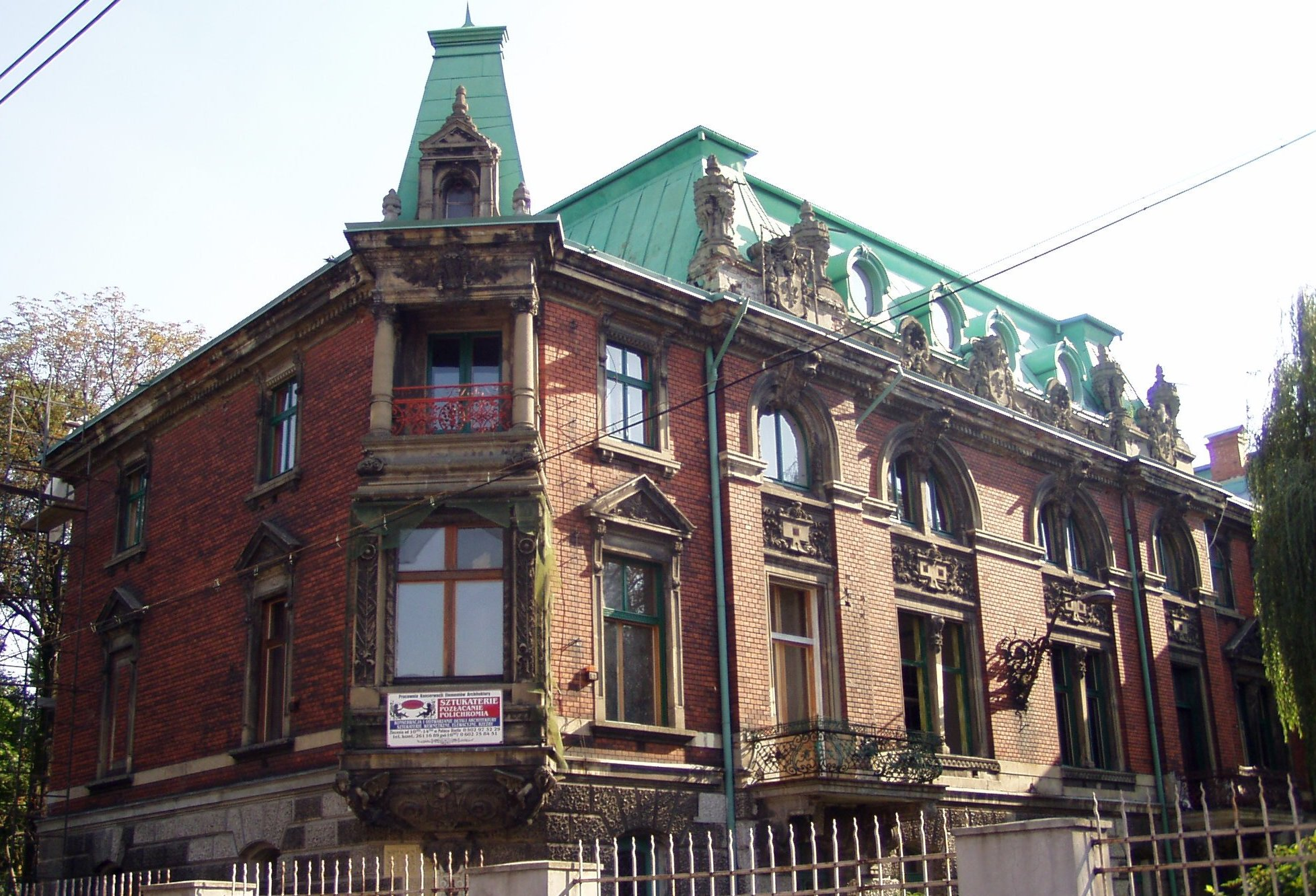
Pałac Dietla przy ulicy Stefana Żeromskiego w Sosnowcu

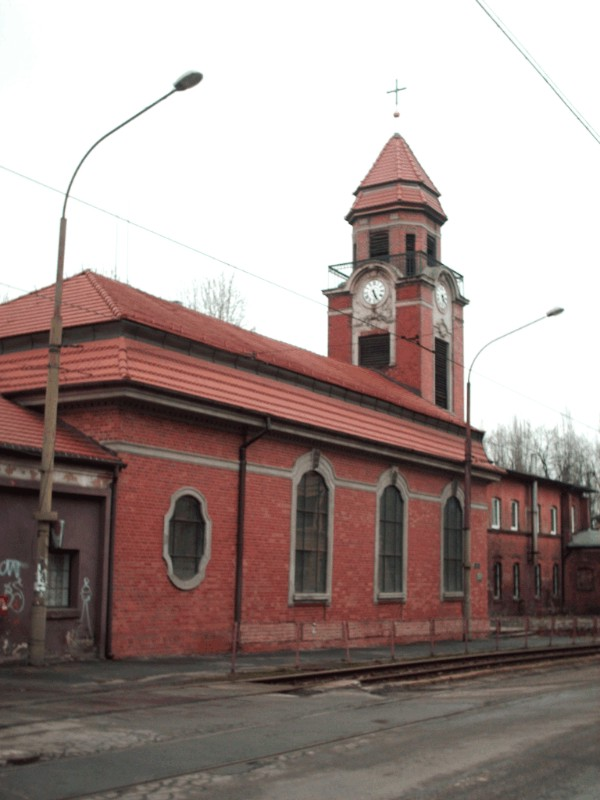
Kościół ewangelicki św. Jana Ewangelisty w Sosnowcu

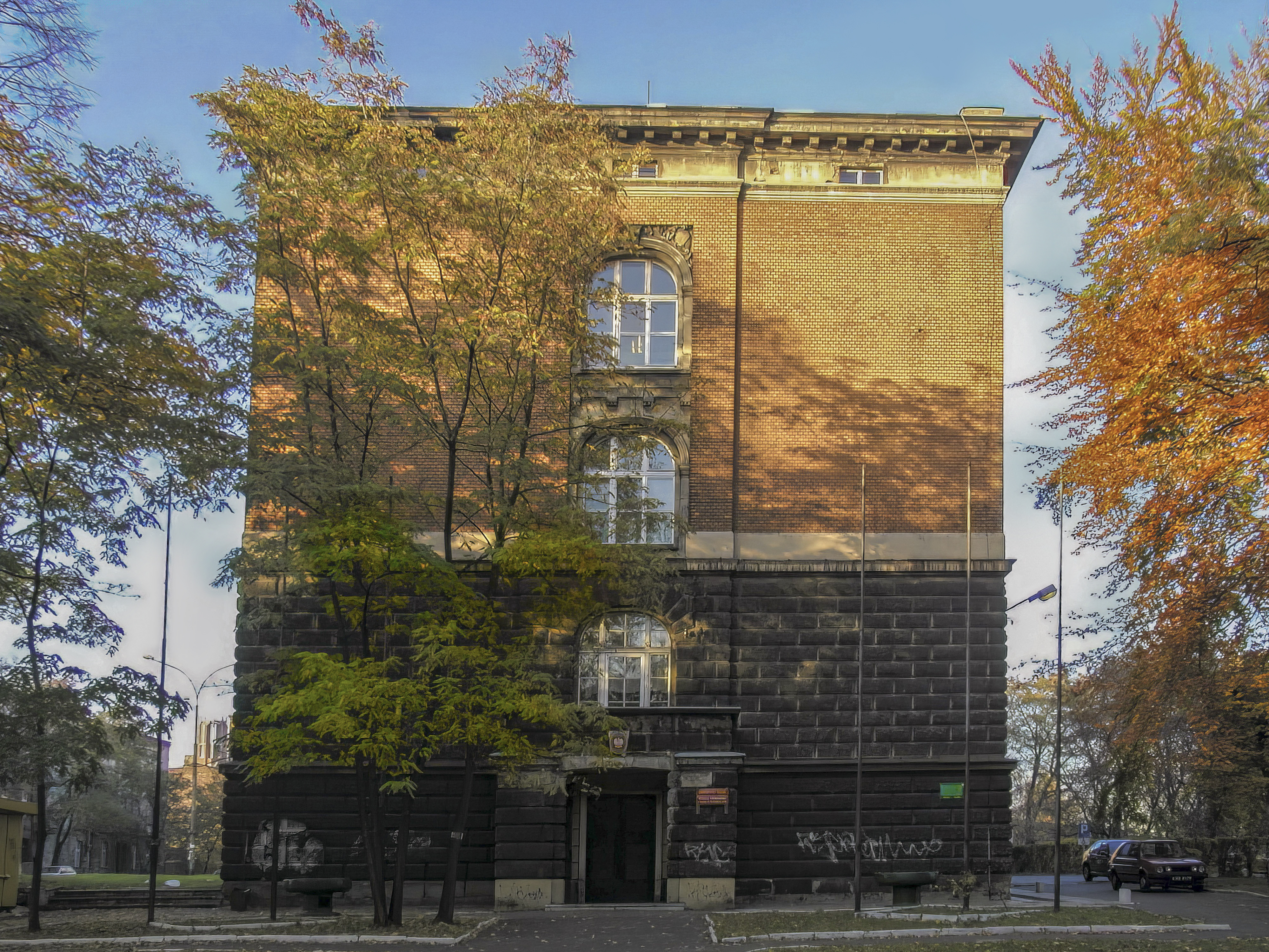
Sosnowiecka Szkoła Realna

## Historia rodziny Dietlów
Historia Dietlów w Sosnowcu zaczyna się we wrześniu 1878 r., gdy do ówczesnych Sosnowic przybyli z Saksonii Heinrich Dietel i jego żona Klara z domu Jacob.
Heinrich Dietel, dysponując ojcowskim kapitałem i już dość sporym doświadczeniem zawodowym, przystąpił do budowy pod Sosnowicami pierwszej w Królestwie Polskim przędzalni czesankowej. Wznoszenie fabryki ukończył w 1880 r., ale produkcja w niej rozpoczęła się już w 1879 r.
W 1879 r. Dietlowie początkowo zamieszkali w skromnym budynku, w pobliżu swojej fabryki. Urodziło im się pięciu synów: w 1881 r. – Henryk Jerzy, w 1883 r. – Borys Edward, w 1885 r. – Alfred Ryszard, w 1886 r. – Roman Jakub i w 1888 r. – Bogusław Włodzimierz. W międzyczasie powstały pierwsze koncepcje wzniesienia reprezentacyjnej siedziby mieszkalnej dla licznej już rodziny, które nabrały ostatecznego kształtu dopiero około 1890 r. Wówczas to  Dietlowie rozpoczęli wznoszenie rezydencji znanej jako pałac Dietla, której budowa trwała do 1900 r. oraz rozbudowę osiedla przyfabrycznego dla robotników, którzy przybyli ze Śląska i Niemiec. Obok posiadłości Dietlowie założyli przydomowy park.
Wszystkie te inwestycje Dietlowie zlokalizowali przy ulicy, która później na ich cześć została nazwana Dietlowską (obecnie Stefana Żeromskiego), w bezpośrednim sąsiedztwie Drogi Żelaznej Ząbkowicko-Katowickiej, stanowiącej odnogę Kolei Żelaznej Warszawsko-Wiedeńskiej.

## Działalność społeczna Heinricha Dietla
Heinrich Dietel zasłynął za sprawą swojego udziału w sprawach społecznych. W 1886 r. przeznaczył na potrzeby wspólnoty luterańskiej jedną z hal fabrycznych swojej przędzalni, której rozbudowę w 1888 r. sfinansował, co pozwoliło na konsekrację kościoła ewangelickiego. W 1887 r. sprowadził pastora i nauczyciela Ernesta Eugeniusza Uthke.
Heinrich Dietel współfinansował budowę dwóch sosnowieckich cerkwi:
- św. Wiery, Nadziei i Luby, dla której ufundował osiem dzwonów, z których największy ważył 1000 kg,
- św. Mikołaja Cudotwórcy, na budowę której ofiarował 10 tys. rubli[3].

Wsparł także hojnie budowę katolickiego kościoła św. Tomasza Apostoła w Sosnowcu-Pogoni.
Wybitne zasługi Heinrich Dietel położył w dziedzinie oświaty. Już w 1879 r. założył szkołę przyfabryczną, w 1882 r. szkołę kantoratową, w 1889 r. Szkołę Aleksandryjską, dla potrzeb której sfinansował też budynek. Zwieńczeniem tej działalności było otwarcie w 1894 r. pierwszej szkoły średniej w Sosnowcu – Sosnowieckiej Szkoły Realnej, dla której ufundował gmach, wzniesiony pomiędzy 1895 a 1898 r. według projektu Antoniego Jabłońskiego-Jasieńczyka w stylu neorenesansu północnego. Dla jej uczniów zorganizował, w porozumieniu z dyrekcją kolei, dojazd specjalnym pociągiem. Wszystkie te szkoły utrzymywane były na własny koszt Dietlów.
W 1894 r., kiedy założono w Sosnowcu cmentarz ewangelicki, Heinrich Dietel ufundował okalający go mur.
W 1903 r. po uzyskaniu przez Sosnowiec praw miejskich objął honorową funkcję radcy kolegialnego.
Podczas rewolucji 1905 roku Dietlowie zamknęli swoją fabrykę i wyjechali z Sosnowca.
Heinrich Dietel zmarł 24 czerwca 1911 roku. Spoczął w rodzinnym mauzoleum na Cmentarzu ewangelickim w Sosnowcu. Pogrzeb sosnowieckiego fabrykanta zgromadził tłumy ludzi.  

## Dietlowie po śmierci Henryka Dietla
Po śmierci Henryka Dietla przedsiębiorstwem kierowali jego synowie. Podczas I wojny światowej zakład zaprzestał produkcji, a Klara Dietel aktywnie zaangażowała się w pomoc charytatywną dla biednych. Wojna znacznie uszczupliła finanse rodziny i zahamowała ich działalność przemysłową. Magazyny przedsiębiorstwa okupant pozbawił zapasów przędzy, czesanki i surowej wełny, wywiózł materiały i urządzenia techniczne. W budynkach mieszkalnych przy fabryce zakwaterowano urzędników i wojskowych. Po wojnie i odzyskaniu przez Polskę niepodległości w 1918 r. Dietlowie przyjęli obywatelstwo polskie i zaczęli przygotowania do wznowienia działalności gospodarczej w nowych warunkach ekonomicznych i politycznych. Fabryka, która wznowiła pracę pod nazwą „Spółka Akcyjna Przemysłu Włókienniczego H. Dietel” straciła rynki zbytu, kapitał w rosyjskich bankach i musiała zmierzyć się z utratą wartości rubla i marki polskiej. W okresie międzywojennym dominującą pozycję wśród braci Dietel osiągnął Włodzimierz, któremu pozostali bracia powierzyli kierownictwo fabryki. 
Poza działalnością przędzalni rodzina posiadała trzy mniejsze zakłady, w tym firmę ogrodniczą „Ogrodnictwo H. Dietel”, która osiągała sukcesy w produkcji kaktusów, zakład „Tept”, czyli utworzone w 1933 r. Towarzystwo Eksploatacyjne Przemysłu Trykotażowego Sp. z o. o. w Sosnowcu zajmujące się produkcją wyrobów pończoszniczych, skarpet i sprzedażą przędzy wełnianej, a także sklep detaliczny z włóczką i materiałami ubraniowymi Towarzystwo Sprzedaży Przędzy H. Dietel Sp. z o. o. w Sosnowcu.
Synowie Henryka Dietla uczestniczyli w życiu społecznym Sosnowca. Henryk Jerzy należał m.in. do Komitetu Budowy Szpitala Miejskiego oraz do komitetu pracującego nad projektem urządzeń kanalizacyjno-wodociągowych. Bracia byli również członkami Rady Miejskiej Sosnowca. Włodzimierz zasiadał w latach 30. XX wieku w Izbie Przemysłowo-Handlowej w Sosnowcu, a Alfred i Borys sprawowali funkcje ławników w Sądzie Okręgowym w Sosnowcu. W 1938 r. Dietlowie udostępnili wspólnocie prawosławnej kościół ewangelicki, aby mogli tam odprawiać swoje nabożeństwa, gdyż cerkiew Świętych Wiery, Nadziei, Luby i matki ich Zofii przy obecnej ulicy Jana Kilińskiego została zamknięta, a cerkiew św. Mikołaja zburzona.
W okresie międzywojennym wyodrębniła się kluczewska linia genealogiczna Dietlów. Do Klucz koło Olkusza przeniósł się Borys Dietel wraz ze swoją żoną Werą, z domu Mauve. Zajmowali się tam głównie gospodarką rolną i leśną. Ich wnuczka Heide-Marie Dietel (ur. 1940 r.) przyjeżdża do Zagłębia,  odwiedzając groby swoich krewnych. 
W czasie II wojny światowej fabryka w dalszym ciągu pracowała pod kierownictwem Dietlów. Hitlerowskie władze uznały właścicieli za Niemców, dlatego nie wyznaczono zarządu komisarycznego. W 1941 r. udostępniono hale obcym użytkownikom, a w 1943 dokonano demontażu części oddziałów przedsiębiorstwa. Okupanci ulokowali tam produkującą na potrzeby wojenne fabrykę z Berlina, wskutek czego przedsiębiorstwo Dietlów uległo znacznemu zniszczeniu. W styczniu 1945 r. większość rodziny Dietlów opuściła Sosnowiec. W mieście pozostał tylko Włodzimierz, który około 1948 r. wyjechał z Polski. Zmarł w Stanach Zjednoczonych w 1963 r.. W Polsce powojennej przedsiębiorstwo Dietlów zostało odbudowane i działało jako zakład państwowy. Po zmianach organizacyjnych w 1968 r. przyjął nazwę Sosnowiecka Przędzalnia Czesankowa „Politex”, która została postawiona w stan likwidacji w 1994 r..